# Ходирєв Сергій Леонідович
Сергій Леонідович Ходирєв (нар. 16 листопада 1962) — радянський та український футболіст, захисник.

## Життєпис
Дебютував у дорослих змаганнях в 1980 році в складі нікопольського «Колоса» в першій лізі, зігравши один матч. Потім виступав за «Уралець» (Нижній Тагіл), знову за «Колос», запорізьке «Торпедо» і «Ворсклу». У складі клубу з Полтави провів понад 200 матчів у другій лізі.
Після розпаду СРСР зіграв один матч у Кубку України за «Ворсклу», після чого повернувся в Нікополь і виступав за місцевий «Металург» в першій лізі України.
На початку 1993 року перейшов у річицький «Ведрич», де за два неповних сезону зіграв 30 матчів і відзначився одним голом у вищій лізі Білорусі. Автором голу став 10 вересня 1993 року в матчі проти берестейкого «Динамо» (1:1). Фіналіст Кубка Білорусі 1992/93.
У 1994-1996 роках грав у третій лізі Росії за «Кубань» (Слов'янськ-на-Кубані). Завершив професіональну кар'єру в 1997 році в клубі «Гірник-спорт» (Комсомольськ). Після цього відіграв один сезон за аматорський колектив «Ворскла» (Опішня).
Після закінчення кар'єри гравця працював дитячим тренером у Полтаві, в ДЮСШ «Ворскла» і «Молодь». Серед його вихованців — Андрій П'ятов, Артем Громов, Володимир Чеснаков, Олег Бараннік та інші. У 2014 році входив у тренерський штаб клубу «Карлівка». Брав участь у матчах ветеранів.